# Керней
Керне́й (каз. Керней) — село у складі Бухар-Жирауського району Карагандинської області Казахстану. Адміністративний центр Кернейського сільського округу.
Населення — 954 особи (2021; 1387 у 2009, 1493 у 1999, 1945 у 1989).
Національний склад станом на 1989 рік:
- росіяни — 44 %;
- казахи — 28 %.

До 2015 року село називалось Корнієвка.